# Clapham South (métro de Londres)
Clapham South (en anglais : Clapham South Underground Station), est une station de la Northern line, branche de Morden, du métro de Londres, en zone Travelcard 2 & 3. Elle est située à Clapham, normalement associé avec le borough londonien de Lambeth, mais vraiment se trouve sur le territoire du borough londonien de Wandsworth. Son bâtiment est classé Grade II listed building.

## Situation sur le réseau
La station Clapham South est établie, sur la branche de Morden de la Northern line, entre les stations Clapham Common et Balham. Elle est en zone Travelcard 2 & 3.

## Histoire
La station, conçue par Charles Holden est mise en service le 13 septembre 1926. C'est la première station de la Morden extension de la Northern Line, à l'époque City & South London Railway (C&SLR).

## Services aux voyageurs

### Accès et accueil
La station est située à l'angle de Balham Hill (A24) et Nightingale Lane, à l'extrémité sud de Clapham Common. Le week-end la station est ouverte 24/24.

### Desserte

Installations
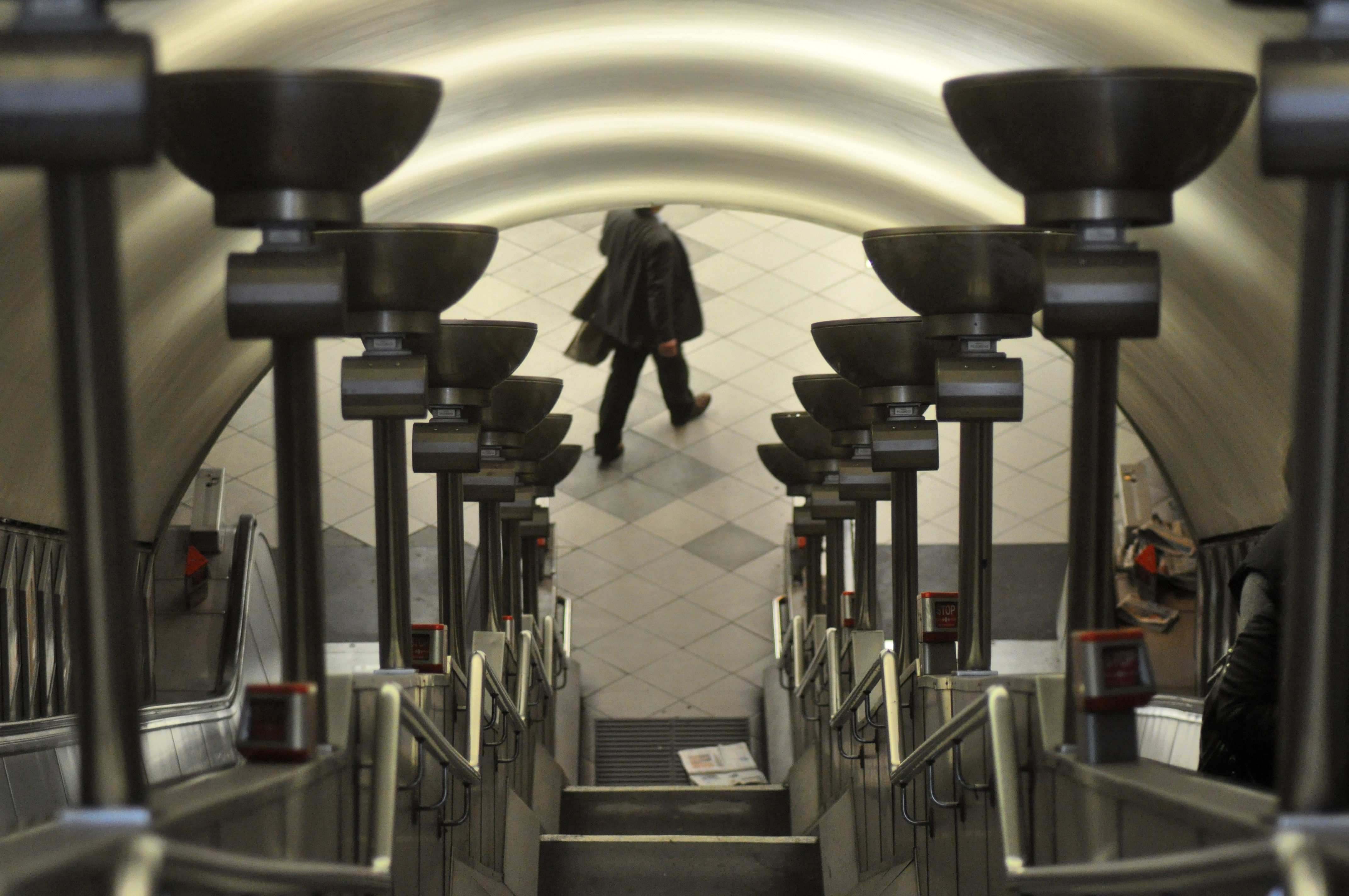
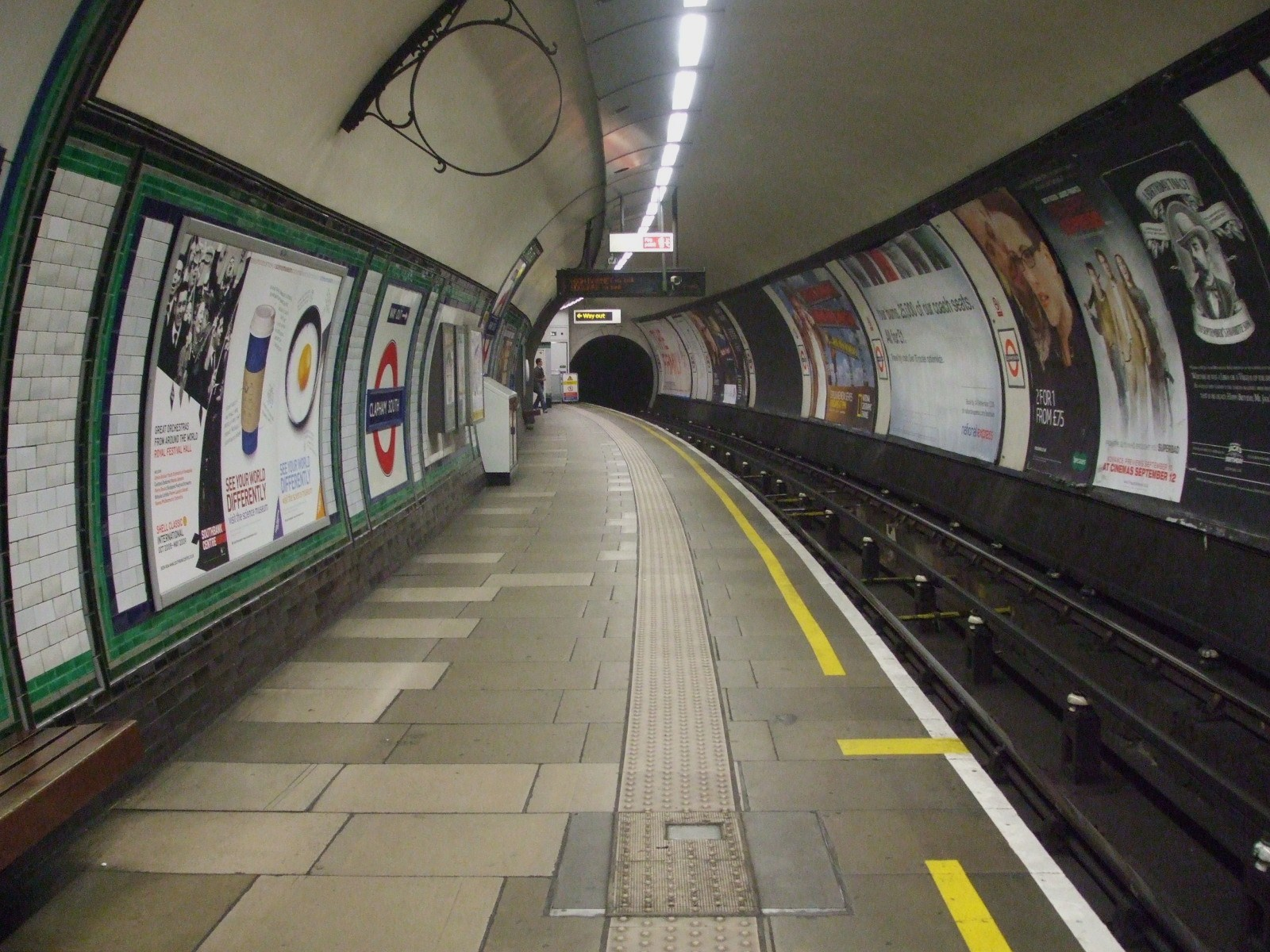
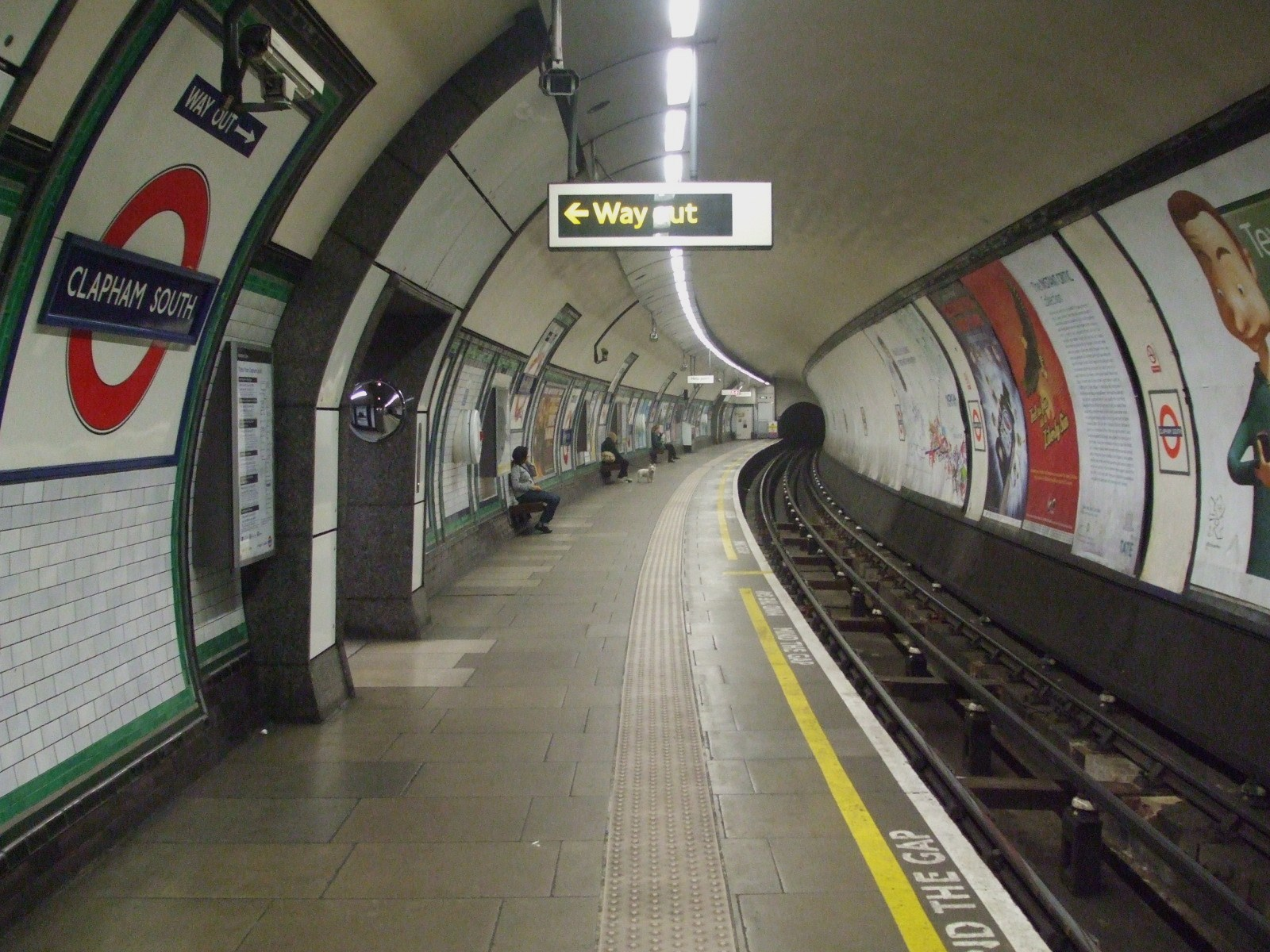

### Intermodalité
La station est desservie par les lignes de bus : 50 (Croydon Town Center - Stockwell), 155 (Elephant & Castle - Tooting), 249 (Anerley station - Clapham Common), N155 (Morden - Aldwych) service de nuit..

## À proximité
Clapham Common